# Ижак (лунный кратер)
Кратер Ижак (лат. Izsak) — крупный ударный кратер в южном полушарии обратной стороны Луны. Название присвоено в честь венгерского математика, физика и астронома Имре Ижака (1929 — 1965); утверждено Международным астрономическим союзом в 1970 г. Образование кратера относится к эратосфенскому периоду.

## Описание кратера
Кратер лежит на юго-востоке от огромного кратера Ферми. Другими ближайшими соседями кратера являются кратер Олден на западе; кратер Кондратюк на севере-северо-западе; кратер Дидро на северо-востоке; кратер Ксенопонт на востоке; кратер Жирицкий на юго-востоке и кратер Шеберле на юге. Селенографические координаты центра кратера 23°19′ ю. ш. 117°35′ в. д. / 23,32° ю. ш. 117,59° в. д., диаметр 30,8 км, глубина 2 км.
Кратер имеет полигональную форму с небольшой впадиной в северо-западной части, практически не подвергся разрушению. Вал с острой кромкой и гладким внутренним склоном. Высота вала над окружающей местностью достигает 920 м , объем кратера составляет приблизительно 600 км3. Дно чаши неровное за исключением небольшого участка в восточной части, в северной части расположено несколько холмов, имеется небольшой центральный пик.

## Сателлитные кратеры
| Ижак | Координаты                                              | Диаметр, км |
| ---- | ------------------------------------------------------- | ----------- |
| T    | 23°22′ ю. ш. 115°14′ в. д. / 23,36° ю. ш. 115,24° в. д. | 13          |

## См.также
- Список кратеров на Луне
- Лунный кратер
- Морфологический каталог кратеров Луны
- Планетная номенклатура
- Селенография
- Минералогия Луны
- Геология Луны
- Поздняя тяжёлая бомбардировка